# Tipula manahatta
Tipula manahatta är en tvåvingeart som beskrevs av Alexander 1919. Tipula manahatta ingår i släktet Tipula och familjen storharkrankar. Inga underarter finns listade i Catalogue of Life.